# إليشا عباس
إليشا عباس (بالعبرية: אלישע אבס‏) هو لاعب كرة قدم وعازف بيانو إسرائيلي، ولد في 10 ديسمبر 1971 في القدس في إسرائيل. لعب مع نادي هبوعيل الخضيرة.

## وصلات خارجية
- إليشا عباس على موقع أول ميوزيك (الإنجليزية)

- الموقع الرسمي